# Diadema de Caravaca de la Cruz
La diadema de Caravaca de la Cruz és una diadema d'or pertanyent a la cultura d'El Argar (edat del bronze), datada d'entre el 1500 i 1300 aC. Aquesta peça d'orfebreria es troba al Museu Arqueològic Nacional de Madrid amb l'inventari núm. 33114. Va ser trobada a la localitat de Caravaca de la Cruz, regió de Múrcia.

## Troballa
Es tracta de l'única peça coneguda d'or d'aquestes característiques de la cultura argàrica, a pesar que en jaciments del mateix lloc efectuats per Luis Siret van ser trobades altres quatre diademes semblants encara que realitzades en plata i completament llises. Aquesta joia va ser trobada per un agricultor quan estava realitzant treballs de camp en un lloc conegut com a Estrecho de la Encarnación al terme municipal de Caravaca de la Cruz.

## Descripció
Pertany a un aixovar funerari, ja que se suposa que va formar part d'una sepultura femenina, que acostumaven a constar de peces ceràmiques i objectes d'adorn. Es tracta d'una peça excepcional, perquè la cultura argàrica va emprar fonamentalment la plata. Malgrat tot, a mesura que avança l'edat del bronze, l'ús de l'or és creixent.